# Bishop Portier House
Das Bishop Portier House war das Wohnhaus von Michael Portier. Es befindet sich an der südöstlichen Ecke der Kreuzung von Conti Street und Claiborne Street in Mobile in Alabama, Vereinigte Staaten und liegt diagonal gegenüber der Cathedral Basilica  of the Immaculate Conception am Cathedral Square. Es gehört dem Erzbistum Mobile. Das etwa 1834 erbaute Haus ist vielleicht das am besten erhaltene Beispiel eines Creole Cottage in Mobile, es weist einige klassische Merkmale auf.

## Geschichte
Bischof Portier, der erste römisch-katholische Bischof des damaligen Bistums, wohnte hier von 1834 bis zu seinem Tod 1859. Das Haus wurde von Claude Beroujon entworfen, einem Architekturstudenten und Neffen Portiers. Vier Nachfolger Portiers wohnten hier bis 1906. Zwischen 1870 und 1877 wohnte im nordwestlichen Eckzimmer des zweiten Stockwerks der Priester und Südstaaten-Dichter Abram Ryan. Das Wohnhaus wurde vom Bistum 1958 restauriert und nochmals 2007. Es wurde am 26. Februar 1970 dem National Register of Historic Places hinzugefügt.

## Beschreibung
Das Bauwerk ist in Holzständerbauweise ausgeführt, die mit Schindeln verkleidet sind, die Veranda ist gekachelt. Das Haus hat eineinhalb Stockwerke und einen quadratischen Grundriss. Eine zentrale Halle läuft von der Vorder- bis zur Rückfront. Es hat ein Satteldach, das die über die volle Länge laufende Veranda an Vorder- und Rückseit überdeckt und von schlanken Säulen getragen wird. Die drei verzierten Dachgauben weisen klassischen Merkmale auf. Die zentrale Eingang wird von Pilastern Säulengebälk, Oberlicht und Seitenfenstern eingerahmt.